# Dao Lang
Dao Lang, su seudónimo es Luo Lin (chino: 刀郎, pinyin: Dao Lang, Sichuan, 1971), es un cantante chino. Después de reunirse con su segunda esposa actual, se mudó a Urumqi, Xinjiang. 

## Carrera
El primer álbum de estudio de Dao Lang, en 2002 "Niande Diyi Chang Xue" (2002 年 的 第一 场 雪 - las primeras nieves del año 2002), ha sido publicado en 2003, fue un gran éxito en su país, y también incluye un dueto con el cantante Alan Tam,en el tema musical Can't Say Goodbye (cantonés: dek Gôwbìd Seûdbätcöt; chino: 说不出 的 告别). En sus álbumes de éxito son diferentes, como el sencillo de 2001 Canciones de la Región Occidental.
Dao Lang goza de giras musicales en las principales ciudades chinas, como Chengdu, Chongqing y Xian, así como en la región autónoma del Tíbet. Fue apodado también Wang Luobin del siglo XXI, como ha reinterpretado algunos de sus canciones más populares inspiradas al estilo del oeste de China en una versión de rock moderno. Algunas de estas canciones son Awariguli (perumibilmente un folklore canción de amor de la gente de los uigures en Xinjiang), Flores y Juventud (pinyin: Hua'er Shaonian Yu Song Hui sobre el pueblo musulmán) y En un Lugar Lejano (pinyin: Zai Na De Yaoyuan Difang, canción de la provincia occidental china de Qinghai). También ha  reinterpretado de una moderna y viejas canciones populares chinas, como Las uvas de Turfan son maduros (pinyin: Tulufan Shu Liao De Puta) y de la famosa canción revolucionaria Nanniwan.
En 2008, se le pidió a cantar junto con otras docenas de otros artistas de todas las regiones de China, la canción tema para los Juegos Olímpicos de Beijing 2008, titulada Beijing Huanying Ni.